# Campeonato Regional de Santarém
O Campeonato Regional de Santarém foi uma competição de futebol portuguesa organizada pela Associação de Futebol de Santarém. Era a competição que elegia oficialmente o campeão de futebol do Distrito de Santarém, a primeira edição foi na época de 1924–25 e a última na época de 1946–47. O maior vencedor é o Operária com 9 títulos.

## Vencedores

### Por época
| Época   | Vencedor                      |
| ------- | ----------------------------- |
| 1946–47 | Ferroviários do Entroncamento |
| 1945–46 | Operária                      |
| 1944–45 | Operária                      |
| 1943–44 | Académica de Santarém         |
| 1942–43 | Operária                      |
| 1941–42 | União de Tomar                |
| 1940–41 | Académica de Santarém         |
| 1939–40 | Académica de Santarém         |
| 1938–39 | Académica de Santarém         |
| 1937–38 | Matrena de Tomar              |
| 1936–37 | Académica de Santarém         |
| 1935–36 | Académica de Santarém         |
| 1934–35 | Operária                      |
| 1933–34 | Operária                      |
| 1932–33 | Operária                      |
| 1931–32 | Operária                      |
| 1930–31 | Operária                      |
| 1929–30 | Leões de Santarém             |
| 1928–29 | CD Torres Novas               |
| 1927–28 | Operária                      |
| 1926–27 | Leões de Santarém             |
| 1924–25 | Leões de Santarém             |
| 1924–25 | Leões de Santarém             |

### Por clube
| Clube                         | Venceu | Época(s)                                                                         |
| ----------------------------- | ------ | -------------------------------------------------------------------------------- |
| Operária                      | 9      | 1927–28, 1930–31, 1931–32, 1932–33, 1933–34, 1934–35, 1942–43, 1944–45 e 1945–46 |
| Académica de Santarém         | 6      | 1935–36, 1936–37, 1938–39, 1939–40, 1940–41 e 1943–44                            |
| Leões de Santarém             | 4      | 1924–25, 1924–25, 1926–27 e 1929–30                                              |
| CD Torres Novas               | 1      | 1928–29                                                                          |
| Matrena de Tomar              | 1      | 1937–38                                                                          |
| União de Tomar                | 1      | 1941–42                                                                          |
| Ferroviários do Entroncamento | 1      | 1946–47                                                                          |

Ref.: